# Světový pohár v biatlonu 2018/2019 – Canmore
7. podnik Světového poháru v biatlonu v sezóně 2018/19 probíhal od 7. do 8. února 2019 v kanadském Canmore. Na programu podniku byly původně mužská a ženská štafeta, vytrvalostní závody a závody s hromadným startem. Z důvodu velkých mrazů byly vytrvalostí závody zkráceny a místo závodů s hromadným startem se měly běžet závody ve sprintech, ale protože mrazy neustoupily, byly sprinty nakonec zrušeny. V Canmore se tedy uskutečnily pouze štafety a zkrácené vytrvalostní závody.
Závody vynechalo několik biatlonistů, kteří se rozhodli necestovat do zámoří a raději se v Evropě připravovali na nadcházející mistrovství světa – především Martin Fourcade a z Čechů Ondřej Moravec.

## Program závodů
Program podle oficiálních stránek.
| Datum     | Disciplína                          | Začátek (SEČ) | Počet závodníků |
| --------- | ----------------------------------- | ------------- | --------------- |
| 7. února  | Vytrvalostní závod (muži) – 15 km   | 20:20         | 95              |
| 7. února  | Vytrvalostní závod (ženy) – 12,5 km | 22:55         | 89              |
| 8. února  | Štafeta muži                        | 20:30         | 23 týmů         |
| 8. února  | Štafeta ženy                        | 22:45         | 18 týmů         |
| 10. února | Sprint (muži)                       | 20:20         | zrušeno         |
| 10. února | Sprint (ženy)                       | 22:45         | zrušeno         |

## Průběh závodů

### Vytrvalostní závody
Z důvodů velkých mrazů, které v Kanadě byly, se závody posunuly do odpoledních hodin a především se zkrátily: poprvé ve světovém poháru se jely vytrvalostní závody na 15 km mužů a 12,5 km žen. Z tohoto důvodu se za jeden nezasažený terč přičítala k výslednému času ne jedna minuta, jako u klasických vytrvalostních závodů, ale jen 45 vteřin. 
Závod mužů skončil jasným vítězstvím Nora Johannese Thingnese Bø. Startoval mezi prvními a jako jeden z mála zastřílel všechny čtyři položky čistě. Přidal, jako mnohokrát v této sezoně, nejrychlejší běh a zvítězil o více než dvě minuty před svým krajanem Vetle Christiansenem. Z českých závodníků byl nejlepší Tomáš Krupčík, který udělal na střelnici dvě chyby, ale díky solidnímu běhu dojel na 12. místě, což bylo jeho nejlepší umístění v kariéře.
V ženách startovala jako první z Češek Markéta Davidová. Při první střelbě zasáhla všechny terče a odjížděla průběžně jako první, ale především díky rychlejší střelbě se před ní dostalo několik favoritek. Většina však udělala při druhé nebo třetí střelbě aspoň jednu chybu a před českou reprezentantkou zůstala jen Italka Lisa Vittozziová. Před ni se Davidová dokázala v předposledním kole posunout. Obě dvě pak zvládly i poslední střeleckou položku bezchybně, ale Davidová dojela do cíle díky rychlejšímu běhu o 11 vteřin před Italkou. Na trati byla tou dobou mj. Norka Tiril Eckhoffová, která se vinou jedné chyby při druhé střelbě udržovala až za Davidovou. Do posledního kola odjížděla se ztrátou deseti vteřin, ale velmi rychlým během zejména do kopců ji dokázala předstihnout a být v cíli o deset vteřin dříve. Z dalších závodnic se to již žádné nepodařilo a tak Davidová obsadila druhé místo, což bylo její čtvrté individuální medailové umístění v této sezoně. Navíc se tím dostala s náskokem do čela celkového hodnocení vytrvalostních závodů. „Za cílem mě ani nenapadlo, že budu mít po dnešku červené číslo,“ komentovala to po závodě.

### Štafety
Oproti vytrvalostním závodům se štafety jely v standardním formátu, ale za mnohem větších mrazů. Navíc měnící se vítr ovlivňoval hlavně střelbu vstoje. 
Českou štafetu mužů rozjížděl Michal Šlesingr, který musel celkem čtyřikrát dobíjet, ale především pomalu běžel, a proto předával až na 17. místě. Michal Krčmář pak rychlým během posunul českou štafetu na 11. pozici. Adam Václavík sice musel na trestné kolo po střelbě vstoje, přesto předával na devátém místě. Tomáš Krupčík na posledním úseku zastřílel čistě a do posledního kola odjížděl na pátém místě. Těsně před cílem jej však předjel Rakušan Julian Eberhard, přesto bylo šesté místo české štafety úspěchem. Zvítězili Norové, kteří se sice střídali s Francií na prvním místě, ale jen do poslední předávky, kdy Johannes Thingnes Bø začal výrazně ujíždět Quentinu Fillonu Mailletovi.
České ženy začaly štafety ještě hůře než muži: Lucie Charvátová nezasáhla celkem osm terčů, musela na dvě trestná kola a ze střelby vstoje odjížděla předposlední. Veronika Vítková pak především díky čisté střelbě posunula české družstvo o tři místa dopředu. Markéta Davidová sice vstoje nezasáhla dva terče, ale tradičně rychlým během předjela několik soupeřek a předávala jako devátá. Eva Puskarčíková na posledním úseku sice ztratila vinou tří chyb vleže, ale díky přesné a velmi rychlé střelbě vstoje se dostala na sedmé místo. To místo udržela přes nápor Američanek až do cíle. V závodě dlouho vedly Italky, ale poslední předávku přebírala jako těsně první Němka Laura Dahlmeierová. Ta sice musela na jedno trestné kolo, ale protože i ostatní štafety v čele dost chybovaly, svůj náskok díky rychlému běhu navýšila a zvítězila. Na druhé místo se posunuly Norky, které v závěru posledního kola předjely štafetu Francie.

## Umístění na stupních vítězů

### Muži
| Disciplína                 | 1. místo                                                                               | Výkon     | 2. místo                                                                          | Výkon     | 3. místo                                                                     | Výkon     |
| Vytrvalostní závod (15 km) | Johannes Thingnes Bø                                                                   | 35:27,9   | Vetle Christiansen                                                                | 37:38,1   | Alexandr Loginov                                                             | 38:08,9   |
| Štafeta (4×7,5 km)         | Norsko Lars Helge Birkeland Vetle Christiansen Erlend Bjøntegaard Johannes Thingnes Bø | 1:16:36,6 | Francie Antonin Guigonnat Émilien Jacquelin Simon Fourcade Quentin Fillon Maillet | 1:17:47,0 | Rusko Jevgenij Garaničev Eduard Latypov Alexandr Loginov Alexandr Povarnicyn | 1:18:25,0 |

### Ženy
| Disciplína                   | 1. místo                                                                              | Výkon     | 2. místo                                                                                      | Výkon     | 3. místo                                                                      | Výkon     |
| Vytrvalostní závod (12,5 km) | Tiril Eckhoffová                                                                      | 36:26,9   | Markéta Davidová                                                                              | 36:36,7   | Lisa Vittozziová                                                              | 36:47,8   |
| Štafeta (4×6 km)             | Německo Vanessa Hinzová Franziska Hildebrandová Denise Herrmannová Laura Dahlmeierová | 1:10:16,3 | Norsko Emilie Kalkenbergová Ingrid Tandrevoldová Tiril Eckhoffová Marte Olsbuová Røiselandová | 1:10:46,5 | Francie Anaïs Chevalierová Justine Braisazová Anaïs Bescondová Julia Simonová | 1:10:57,9 |

## Pořadí zemí
| Pořadí | Země    | 1. místo | 2. místo | 3. místo | Celkově |
| ------ | ------- | -------- | -------- | -------- | ------- |
| 1.     | Norsko  | 3        | 2        | 0        | 5       |
| 2.     | Německo | 1        | 0        | 0        | 1       |
| 3.     | Francie | 0        | 1        | 1        | 2       |
| 4.     | Česko   | 0        | 1        | 0        | 1       |
| 5.     | Rusko   | 0        | 0        | 2        | 2       |
| 6.     | Itálie  | 0        | 0        | 1        | 1       |
|        | Celkem  | 4        | 4        | 4        | 12      |